# Staphylaea
Staphylaea là một chi ốc biển, là động vật thân mềm chân bụng sống ở biển trong họ Cypraeidae, họ ốc sứ

## Các loài
Các loài thuộc chi Staphylaea bao gồm:
- Staphylaea limacina (Lamarck)[2]
- Staphylaea nucleus (Linnaeus)[3]
- Staphylaea staphylaea (Linnaeus)[4]